# Ferrovia Montreux-Glion-Rochers-de-Naye
La ferrovia Montreux-Glion-Rochers-de-Naye è una linea ferroviaria a scartamento ridotto della Svizzera.

## Storia
I primi progetti per una linea turistica che portasse sul Rochers de Naye risalgono agli anni Settanta del XIX secolo. L'ingegner Niklaus Riggenbach propose la costruzione di una funicolare a contrappeso d'acqua in tre sezioni tra Glion e Caux con prolungamento al Rochers de Naye; per motivi tecnici il progetto venne rivisto e portò alla costruzione della funicolare Territet-Glion, aperta il 19 agosto 1883.
L'idea di un collegamento tra Glion e il Rochers de Naye venne rilanciata nel 1890 con la richiesta di una concessione di una ferrovia da parte di un comitato d'iniziativa. Ottenuta la concessione si costituì a Montreux il 6 settembre 1890 la Compagnie du chemin de fer de Glion aux Rochers-de-Naye (GN) al fine di costruire ed esercitare la linea. I lavori iniziarono il 10 marzo 1891; la prima tratta, tra Glion e Caux, aprì il 2 luglio 1892, mentre la seconda tratta (Caux-Naye/Fontaines) fu inaugurata il successivo 27 luglio. Nella primavera 1893 fu completata la linea con la tratta tra Naye/Fontaines e il Rochers de Naye, aperta il 20 luglio insieme all'albergo sulla vetta.
Per meglio collegare Montreux a Rochers-de-Naye evitando la deviazione per Territet, nell'aprile 1905 fu richiesta la concessione per una linea tra la stazione di Montreux e quella di Glion. Ottenuta la concessione il 29 settembre 1905, il successivo 19 dicembre si costituì la Compagnie du chemin de fer Montreux-Glion (ligne directe) (MGl) per la costruzione e l'esercizio della ferrovia. La linea, a trazione elettrica e gestita dalla ferrovia Montreux-Oberland Bernese (MOB), fu inaugurata il 7 aprile 1909.
Dall'inverno 1928, con la costruzione di uno spazzaneve, la linea poté essere aperta anche d'inverno fino a Jaman; nel 1933 l'esercizio invernale fu prolungato fino al Rochers de Naye con la costruzione di alcune gallerie. La tratta Glion-Rochers-de-Naye venne elettrificata nel 1938 a cura della Brown, Boveri & Cie.
Nel 1988 la GN assorbì la MGl, cambiando ragione sociale in Compagnie du chemin de fer de Montreux-Glion-Rochers-de-Naye (MGN); quattro anni dopo la MGN si fuse con la Compagnie du Chemin de fer funiculaire Territet-Glion (TG, esercente la funicolare Territet-Glion) divenendo Chemins de fer de Rochers-de-Naye, Montreux-Territet-Glion-Naye (MTGN).
La MTGN assorbì infine nel 2001 la Compagnie des chemins de fer électriques veveysans (CEV, esercente la ferrovia Vevey-Blonay-Les Pléiades), la Compagnie du chemin de fer Les Avants-Sonloup (LAS, esercente la funicolare Les Avants-Sonloup) e la Compagnie du Chemin de fer funiculaire Vevey-Chardonne-Mont-Pélerin (VCP, esercente la funicolare Vevey-Mont-Pèlerin) cambiando ragione sociale in Transports Montreux-Vevey-Riviera (MVR). La gestione della MVR è effettuata dalla direzione della MOB.

## Caratteristiche
La linea, a scartamento ridotto (800 mm) e a cremagliera (tipo Abt), è lunga 10,36 km. La linea è elettrificata a corrente continua con la tensione di 850 V; la pendenza massima è del 220 per mille, il raggio di curva minimo 60 m.

### Percorso
| Continuation backward |

| Unknown route-map component "BHF-L" | Unknown route-map component "KBHFa-M" | Unknown route-map component "KBHFa-R" |  |  |

| Continuation forward | Unknown route-map component "tSTRa" | Unknown route-map component "tSTRa" |  |  |

|  | Unknown route-map component "tSTRl" | Unknown route-map component "tKRZt" | Unknown route-map component "tCONTfq" |  |

|  |  | Enter and exit tunnel |

|  |  | Unknown route-map component "hKRZWae" |

|  |  | Stop on track |

|  | Unknown route-map component "uCONTgq" | Unknown route-map component "utKRZ" | Unknown route-map component "uLSTR+r" |  |

|  |  | Enter and exit short tunnel | Planned waterway |  |

|  |  | Stop on track | Planned waterway |  |

|  |  | Enter and exit tunnel | Planned waterway |  |

|  |  | Stop on track | Planned waterway |  |

|  |  | Station on track | Urban End station |  |

| 2,73 |
| 0,00 |

|  |  | Enter and exit tunnel |

|  |  | Stop on track |

|  |  | Stop on track |

|  |  | Stop on track |

|  |  | Enter and exit tunnel |

|  |  | Unknown route-map component "hSTRae" |

|  |  | Enter and exit tunnel |

|  |  | Station on track |

|  |  | Stop on track |

|  |  | Stop on track |

|  |  | Stop on track |

|  |  | Station on track |

|  |  | Enter and exit tunnel |

|  |  | Enter and exit tunnel |

|  |  | Stop on track |

|  |  | Stop on track |

|  |  | Enter and exit tunnel |

|  |  | Enter and exit tunnel |

|  |  | End station |

La ferrovia parte dalla stazione di Montreux, quindi sottopassa la linea MOB per Zweisimmen. Superato con un ponte il fiume Baye de Montreux, la linea tocca Les Planches e sottopassa la funicolare Territet-Glion, prima di arrivare a Glion. Da Glion parte la tratta più ripida, con pendenza del 220 per mille, fino al dent de Jaman e fin quasi alla vetta del Rochers de Naye.

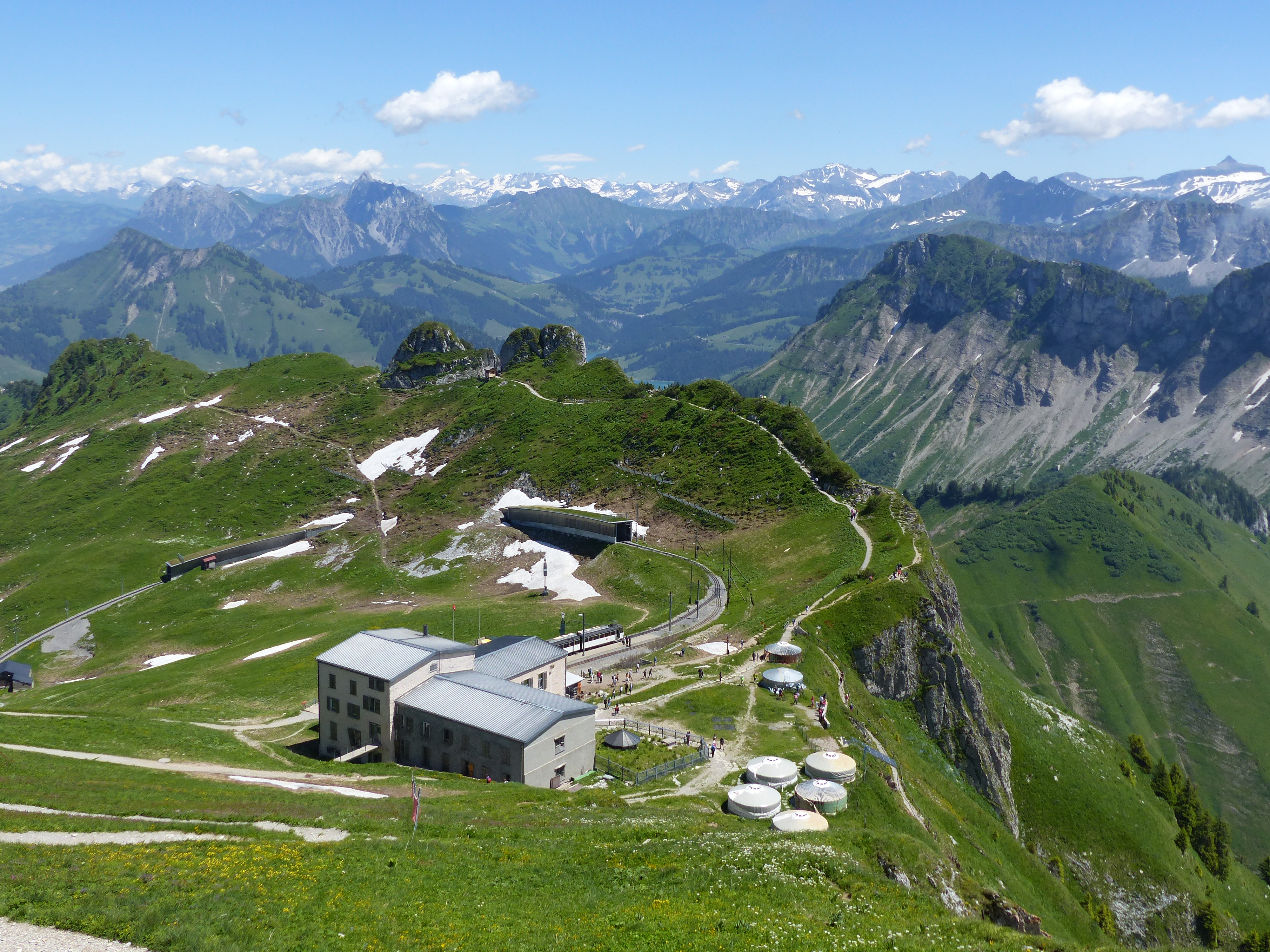
La stazione terminale di Rochers de Naye

## Materiale rotabile
Per la Glion-Rochers de Naye la SLM di Winterthur fornì sei locomotive a vapore a cremagliera; altre due vennero acquistate nel 1903 e nel 1908; successivamente tutte le locomotive vennero equipaggiate con surriscaldatori Schmidt. La dotazione iniziale di rotabili si completava con quattro carrozze a carrelli chiuse, due carrozze a carrelli aperte, una carrozza a due assi con bagagliaio e due carri merci aperti, tutti costruiti dalla SIG. Altre quattro carrozze aperte, due bagagliai e tre carri per il trasporto di carbone furono acquistati tra il 1902 e il 1909.
La Montreux-Glion aveva all'apertura tre locomotori elettrici a due assi costruiti da SLM e MFO, quattro carrozze, cinque carri merci aperti, due carri merci chiusi e due bagagliai.
Per l'elettrificazione della Glion-Rochers de Naye furono ordinate a SLM e Brown Boveri cinque automotrici a carrelli, consegnate tra giugno e luglio 1938. Altre tre automotrici identiche entrarono in servizio nel 1947, nel 1949 e nel 1966. Le elettromotrici permisero di accantonare le locomotive a vapore, in parte demolite e in parte cedute alla ferrovia del Monte Generoso.
Nel 1983 entrarono in servizio tre elettrotreni identici a quelli forniti in quello stesso periodo alla linea del Generoso; un quarto fu acquistato nel 1992, mentre le officine MOB di Chernex ne costruirono un quinto, identico, nel 2010. Per impieghi turistici fu acquistata nel 1992 una locomotiva a vapore costruita ex novo dalla SLM, ceduta nel 2004 alla ferrovia Brienz-Rothorn.
Sulla linea prestano servizio anche due locomotori di servizio bimodali (Diesel ed elettrico) a cremagliera consegnati dalla Stadler nel 2013, frutto di un'ordinazione congiunta con altre linee a scartamento ridotto elvetiche (MOB, TPC, TPF, NStCM).

### Materiale motore - prospetto di sintesi
| Tipo                   | Unità           | Anno di costruzione | Costruttore                  | Note             |
| ---------------------- | --------------- | ------------------- | ---------------------------- | ---------------- |
| Locomotore elettrico   | HGe 2/2 2       | 1909                | SLM-MFO                      | rotabile storico |
| Locomotori di servizio | Hem 2/2 11÷12   | 2013                | Stadler                      | bimodali         |
| Automotrici elettriche | Bhe 2/4 203÷204 | 1938                | SLM-BBC                      |                  |
| Automotrice elettrica  | Bhe 2/4 207     | 1949                | SLM-BBC                      |                  |
| Automotrici elettriche | Bhe 4/8 301÷304 | 1983-92             | SLM-Siemens                  |                  |
| Automotrice elettrica  | Bhe 4/8 305     | 2010                | officine MOB Chernex-Siemens |                  |